# Our Last Night
Our Last Night je americká post-hardcorová kapela, založena v roce 2004. Jejími členy jsou Trevor Wentworth (zpěv), Matthew Wentworth (kytara, zpěv), Alex „Woody“ Woodrow (baskytara) a Timothy Molloy (bicí).

## Členové

### Stávající členové
- Trevor Wentworth - hrubé vokály, akustická kytara (2004–současnost), čisté vokály (2011–současnost)
- Matt Wentworth - čisté vokály, kytara, klávesy (2004–současnost)
- Alex „Woody“ Woodrow - baskytara, doprovodné vokály (2004–současnost), hrubé vokály (2004–2005)
- Tim Molloy - bicí (2006–současnost)

### Hostující na turné
- Colin Perry - kytara, zpěv (2015–současnost)

### Bývalí členové
- Tim Valich - kytara (2004–2005)
- Nick Perricone - kytara (2005–2006)
- Colin Perry - kytara, doprovodné vokály (2006–2012)
- Joey Perricone - bicí (2005–2006) (později spolupracoval s kapelou na několika akustických nahrávkách)
- Matthew Valich - bicí (2004–2005)

## Diskografie

### Studiová alba
- Building Cities from Scratch (2005)
- The Ghosts Among Us (2008)
- We Will All Evolve (2010)
- Age of Ignorance (2012)
- Younger Dreams (2015)
- Let Light Overcome (2019)
- Overcome the Darkness (2019)
- Let Light Overcome The Darkness (2020)

### EP
- We've Been Holding Back (2004)
- A Summer Of Covers (2013)
- Oak Island (2013)
- Oak Island Acoustic (2014)
- Selective Hearing (2017)

### Kompilace
- New Noise (Epitaph) (2010)

- Never Heard Before (2017)

### Hudební videoklipy
- „Tear Her: I Will Be Revenged“ (2005)
- „Escape“ (2008)
- „Elephants“ (2011)
- „The Devil Inside You“ (2010)
- „Invincible“ (2012)
- „Fate“ (2013)
- „Fate“ (acoustic) (2013)
- „Skyfall“ (cover) (2013)
- „Reason to Love“ (acoustic) (2013)
- „Stay“ (cover) (2013)
- „Mirrors“ (cover) (2013)
- „Clarity“ (cover) (2013)
- „Radioactive“ (cover) (2013)
- „Wrecking Ball“ (cover) (2013)
- „Same Old War“ (2013)
- „Sunrise“ (2014)
- „Dark Horse“ (cover) (2014)
- „Dark Storms“ (2014)
- „Same Old War“ (acoustic) (2014)
- „Sunrise“ (acoustic) (2014)
- „Bye Bye Bye (ft. Cody Carson)“ (cover) (2014)
- „Falling Away“ (2014)
- „Maps“ (cover) (2014)
- „Habits“ (cover) (2014)
- „Blank Space“ (cover) (2015)
- „The Heart Wants What It Wants (ft. Craig Owens)“ (cover) (2015)
- „Left Swipe Dat (ft. Lycia Faith)“ (cover) (2015)
- „Home“ (2015)
- „A World Divided“ (2015)
- „Road to the Throne“ (2015)
- „Can't Feel My Face“ (cover) (2015)
- „Drag Me Down (ft. Matty Mullins)“ (cover) (2015)